# جيفري لونش
جيفري لونش (بالإنجليزية: Jeffrey Lynch)‏ هو محرك صور متحركة ‏ ومخرج رسوم متحركة أمريكي، ولد في القرن العشرين.

## وصلات خارجية
- جيفري لونش على موقع IMDb (الإنجليزية)
- جيفري لونش على موقع قاعدة بيانات الفيلم (الإنجليزية)